# Demokracja skonsolidowana
Demokracja skonsolidowana – forma dojrzałego ustroju politycznego w tym sensie, że mechanizmy demokratyczne pojawiły się w nich stosunkowo dawno i wytrzymały próbę czasu. Dojrzałość skonsolidowanych demokracji oznacza też to, że sprawdziły się one w dłuższym przedziale czasowym. Z wyjątkiem Hiszpanii, Portugalii, i Grecji, w żadnym z wymienionych krajów od II wojny światowej nie nastąpiło załamanie demokracji. W tym sensie skonsolidowane demokracje można określić również jako systemy ustabilizowane, mimo zakłóceń, które pojawiły się w ich otoczeniu.
Na przełomie lat 80. i 90. XX stulecia do grona demokracji zaawansowanych zaliczano wszystkie państwa Europy Zachodniej, Stany Zjednoczone, Kanadę, Australię, Nową Zelandię, Japonię, i Izrael. To co łączy te wszystkie państwa, jest fakt że nieskrępowana rywalizacja polityczna nie doprowadziła – co najmniej od ćwierćwiecza – do groźby narodzin lub powrotu autorytaryzmu. Wspólne cechy demokracji skonsolidowanych nie oznaczają braku różnic, często, zresztą głębokich, tak w sferze instytucjonalnej jak i w praktyce politycznej. Możemy w tym miejscu wyróżnić m.in.; królestwa, księstwa, cesarstwa, oraz republiki. Mają one postać federacji, lub państw unitarnych. Forma rządów przybiera postać parlamentaryzmu, prezydencjalizmu, bądź semiprezydencjalizmu. Istotną cechą skonsolidowanej demokracji jest też jej elastyczność. Demokrację taka można określić jako system zdolny do tego, co można by nazwać "demokratyczna reprodukcją", tj. do przezwyciężenia sytuacji kryzysowych nie tylko na gruncie demokratycznych reguł gry, ale w sposób zwiększający zaufanie do nich.
Skonsolidowane demokracje funkcjonują w dosyć podobnym otoczeniu ekonomicznym, społecznym, i kulturowym. Gospodarkę państw określanych jako skonsolidowane cechuje nadto wysoki poziom konkurencyjności na rynku międzynarodowym. Wzrostowi ekonomicznemu towarzyszą daleko idące przekształcenia struktury społecznej, w której tradycyjny konflikt klasowy traci na znaczeniu.

## Kryteria
Istnieje wiele czynników, dzięki którym takie demokracje utrzymały swój byt na arenie międzynarodowej. Najważniejsze to m.in.
- upowszechnienie równego i powszechnego prawa wyborczego.
- wysoki rozwój instytucjonalizacji, tzn. działalność polityczna jest wykonywana w ramach wysokich standardów.
- liberalizacja struktury władzy i interesów politycznych.